# GF World Cup 2005
GF World Cup 2005 var den første udgave af turneringen. Den blev afholdt i NRGi Arena i Århus og havde deltagelse af otte hold. Turneringen blev vundet af Norge, der vandt finalen med 30-27 over Sydkorea.

## Indledende runde

### Gruppe 1
| Gruppe 1 | Gruppe 1 | Gruppe 1 | Gruppe 1 |
| Dato     | Hold 1   | Hold 2   | Resultat |
| -------- | -------- | -------- | -------- |
| 15.11    | Rumænien | Sydkorea | 34-23    |
| 15.11    | Danmark  | Sverige  | 24-25    |
| 16.11    | Sverige  | Sydkorea | 24-38    |
| 16.11    | Danmark  | Rumænien | 28-28    |
| 17.11    | Sverige  | Rumænien | 28-29    |
| 17.11    | Danmark  | Sydkorea | 32-34    |

| Gruppe 1 | Gruppe 1 | Gruppe 1 | Gruppe 1 |
| Hold     | Kampe    | Mål      | Point    |
| -------- | -------- | -------- | -------- |
| Rumænien | 3        | 91-79    | 5        |
| Sydkorea | 3        | 95-90    | 4        |
| Sverige  | 3        | 77-91    | 2        |
| Danmark  | 3        | 84-87    | 1        |

### Gruppe 2
| Gruppe 2 | Gruppe 2 | Gruppe 2 | Gruppe 2 |
| Dato     | Hold 1   | Hold 2   | Resultat |
| -------- | -------- | -------- | -------- |
| 15.11    | Rusland  | Frankrig | 32-24    |
| 15.11    | Norge    | Ukraine  | 24-17    |
| 16.11    | Ukraine  | Rusland  | 21-28    |
| 16.11    | Norge    | Frankrig | 22-20    |
| 17.11    | Ukraine  | Frankrig | 30-17    |
| 17.11    | Norge    | Rusland  | 31-35    |

| Gruppe 2 | Gruppe 2 | Gruppe 2 | Gruppe 2 |
| Hold     | Kampe    | Mål      | Point    |
| -------- | -------- | -------- | -------- |
| Rusland  | 3        | 95-76    | 6        |
| Norge    | 3        | 77-72    | 4        |
| Ukraine  | 3        | 68       | 2        |
| Frankrig | 3        | 61-84    | 0        |

## Slutkampe
| Semifinaler | Semifinaler | Semifinaler | Semifinaler |
| Dato        | Hold 1      | Hold 2      | Resultat    |
| ----------- | ----------- | ----------- | ----------- |
| 19.11       | Rumænien    | Norge       | 28-29       |
| 19.11       | Rusland     | Sydkorea    | 30-31       |

| Bronzekamp og finale | Bronzekamp og finale | Bronzekamp og finale | Bronzekamp og finale |
| Dato                 | Hold 1               | Hold 2               | Resultat             |
| -------------------- | -------------------- | -------------------- | -------------------- |
| 20.11                | Rumænien             | Rusland              | 29-31                |
| 20.11                | Norge                | Sydkorea             | 30-27                |

## Slutplaceringer
| World Cup 2005 | World Cup 2005                         |
| -------------- | -------------------------------------- |
| Guld           | Norge                                  |
| Sølv           | Sydkorea                               |
| Bronze         | Rusland                                |
| 4.             | Rumænien                               |
| 5.- 8.         | Sverige · Danmark · Ukraine · Frankrig |